# Rosettlik dvärggytterlav
Rosettlik dvärggytterlav (Arctomia interfixa) är en lavart som först beskrevs av William Nylander och fick sitt nu gällande namn av Edvard Vainio. 
Rosettlik dvärggytterlav ingår i släktet Arctomia, och familjen Arctomiaceae. Enligt den finländska rödlistan är arten sårbar i Finland. Arten är reproducerande i Sverige. Artens livsmiljö är fjällhedar.